# 산마르코 (피렌체)

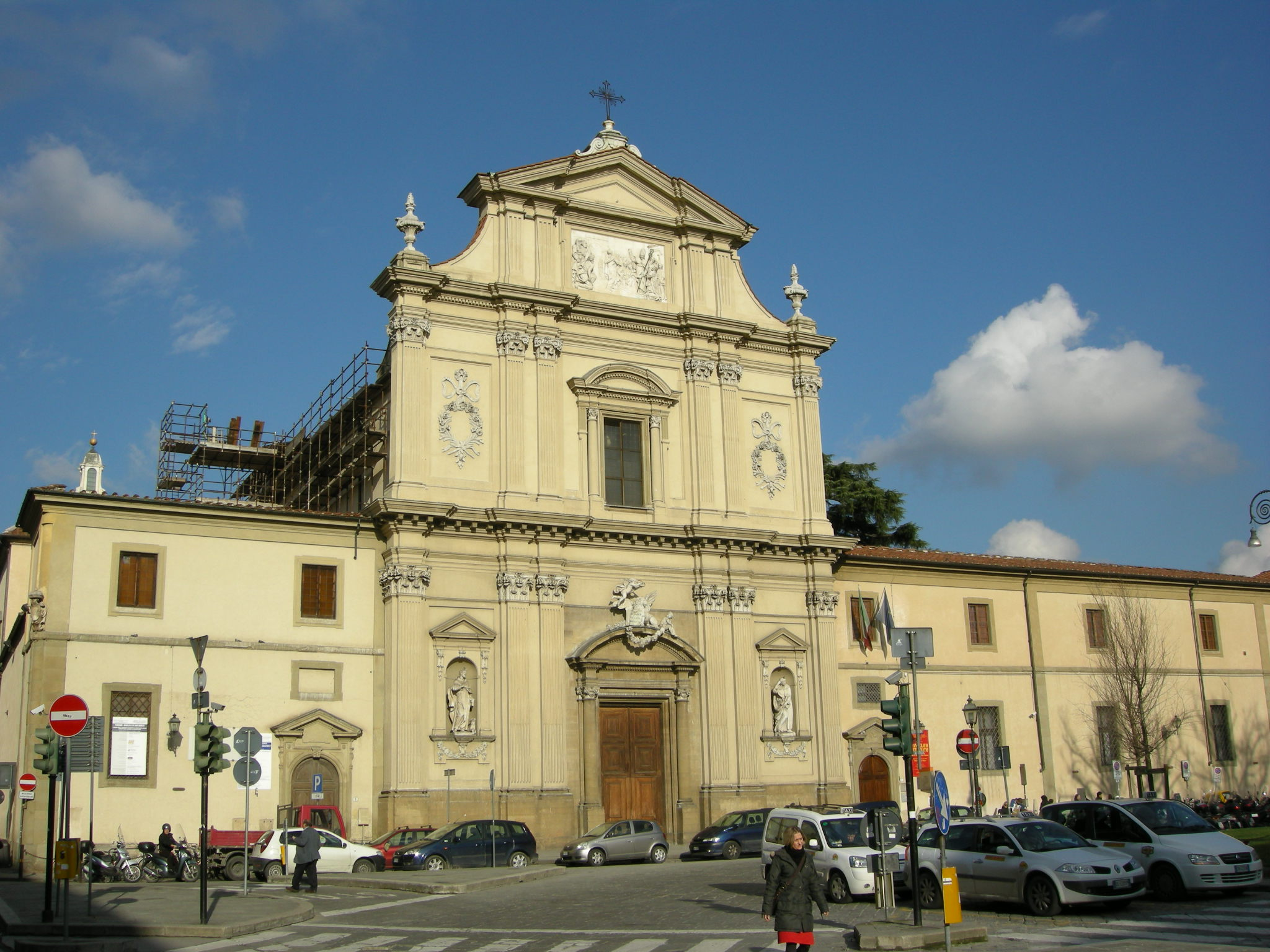
산마르코 대성당

산마르코(이탈리아어: Basilica di San Marco)는 이탈리아 피렌체의 종교 시설 단지의 명칭이다. 교회당과 수녀원으로 이뤄져 있다. 현재는 박물관인 수녀원은 세 가지의 명성을 지니고 있다. 15세기 동안에는 두 유명한 도미니코회 성직자 프라 안젤리코와 지롤라모 사보나롤라의 거쳐였다. 또한 수녀원은 유명한 필사본 컬랙션들이 있는 미켈로초가 지은 도서관이 있기도 하다.